# Hans Munk (läkare)
Hans Munk, född den 20 juli 1770 i Köpenhamn, död den 5 februari 1848 i Skien, var en norsk läkare. Han var farfar till juristen Hans Munk.
Munk kreerades till medicine doktor 1793 i Köpenhamn och sändes 1796 till Norge för att studera spetälskan. Han bosatte sig 1798 i Stavanger och blev därefter stadsläkare i Drammen, Fredrikstad och Skien. Munk hade grundläggande betydelse för norskt medicinalväsen. Åren 1811–1815 var han medlem av norska sundhetskollegiet och organiserade vid dettas upphävande 1815 landets nya medicinalstyrelse. Bland annat utgav han en samling Love for medicinalvæsenet... i Danmark og Norge (1804), som i Norge inte avlöstes före 1857. På svenska offentliggjorde han en uppsats Om den norska radesygen (Stockholm 1815), och han var den förste norrman, som beskrev difteri (i den medicinska tidskriften Eyr, I, 1826, samma år som Pierre Bretonneau utgav sitt grundläggande verk om denna sjukdom). Munk var medlem av Svenska läkarsällskapet (1815) och hedersledamot av Sundhetskollegiet i Stockholm (1817).